# Lekë Dukagjini
Lekë Dukagjini of Lekë III (1410–1481) was een Albanese prins uit de Dukagjini-dynastie. Samen met zijn broer Nikollë II was hij de laatste heerser van het vorstendom Dukagjini. In 1444 voegde het vorstendom zich aan de Liga van Lezhë. In 1468 volgde Lekë Dukagjini de in dat jaar overleden Skanderbeg op als vorst van Albanië en als opperbevelhebber in de oorlog tegen het Ottomaanse Rijk. In 1479 viel de Liga van Lezhë na de Ottomaanse belegering van Shkodër.

## Biografie

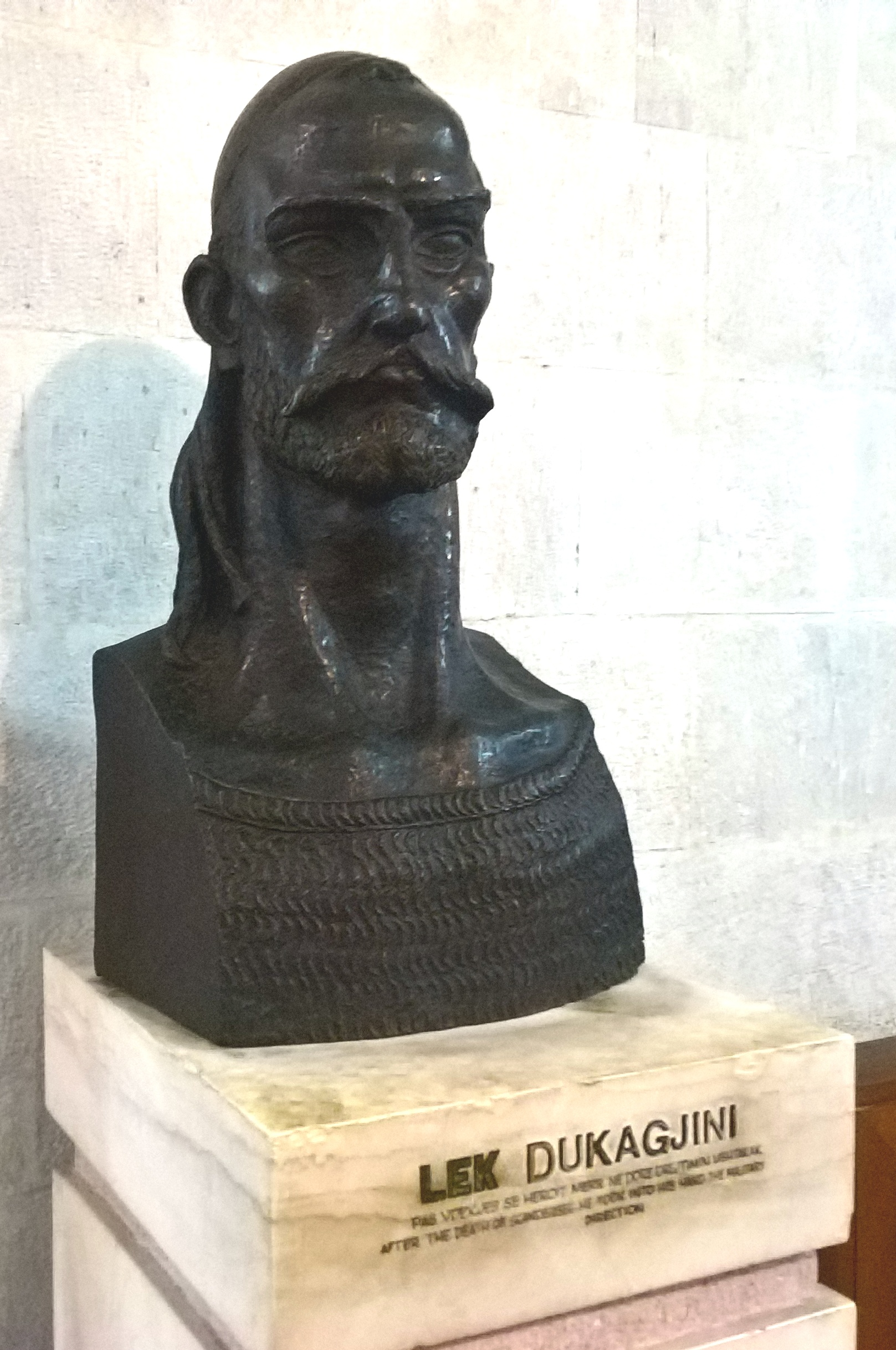
Borstbeeld van Lekë Dukagjini.

Lekë III Dukagjini was een zoon van de Albanese vorst Pal II Dukagjini. Lekë werd geboren in het huidige Kosovo nadat het vorstendom Dukagjini zich vanuit Mirditë, noord-Albanië, had uitgebreid. Lekë volgde omstreeks 1444 samen met zijn broer Nikollë II de heerschappij over het vorstendom Dukagjini op na het overlijden van vader Pal II.
Het vorstendom voegde zich aan de Liga van Lezhë, een militaire alliantie van Albanese heersers onder leiding van Gjergj Kastrioti. De Liga van Lezhë werd opgericht om het Ottomaanse Rijk te bestrijden tijdens de Albanees-Ottomaanse oorlog. Lekë III was een van de commandanten van de Liga van Lezhë, dat een succesvolle rebellie vocht tot de dood van Gjergj Kastrioti in 1468. Lekë Dukagjini werd de opvolger van Kastrioti als vorst van Albanië en leidde het Albanese leger tot 1479 tegen de Ottomaanse troepen. Na de belegering van Shkodër door sultan Mehmet II viel de Liga van Lezhë en werd Albanië volledig bezet.

## Culturele invloed
Lekë Dukagjini schreef de Kanun, een wettekst die nog steeds als inspiratie dient voor de Albanese samenleving. Het westelijke deel van Kosovo, door Albanezen Rrafshi i Dukagjinit genoemd, ontleent zijn naam aan de Dukagjini-dynastie.